# Carglass

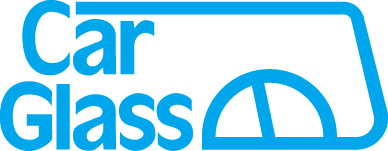

Carglass est une marque commerciale de réparation et remplacement de vitrage automobile qui appartient au groupe Belron, filiale du groupe belge D'Ieteren.

## Implantations
Carglass est présent dans la plupart des pays d'Europe et à travers le monde.

### France

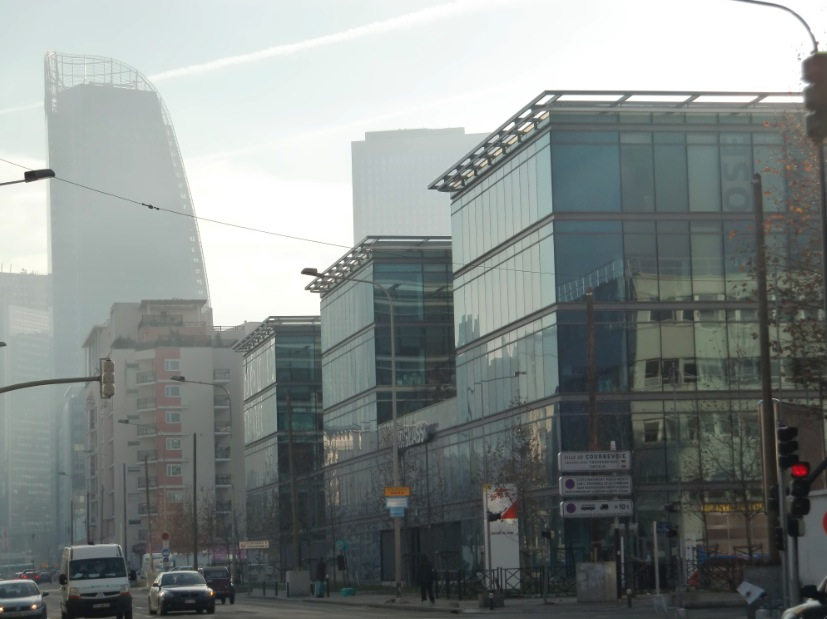
Siège de Carglass au nord de La Défense.

Créée en France en 1986, l'entreprise Carglass est spécialisée dans la réparation d'impacts sur pare-brise, le remplacement de vitrages automobiles et le recalibrage de la caméra ADAS située sur le pare-brise.
Le siège français de Carglass se situe à Courbevoie dans les Hauts-de-Seine, au nord du quartier d'affaires de La Défense.
Carglass compte, à fin décembre 2022, près de 3 000 salariés, plus de 700 centres d'intervention de réparation et de remplacement de vitres automobiles[source secondaire nécessaire] et plus de 350 véhicules-ateliers,. Le siège, à Courbevoie, comprend également un centre de réparation et remplacement de vitrages automobiles, ainsi que l'université d'entreprise du réparateur. Carglass a créé en 2014 le premier certificat de qualification professionnelle d’opérateur vitrage, reconnu par les professionnels de l’automobile.
Le centre de relation client interne de Carglass se trouve sur la technopole du Futuroscope dans la Vienne.
En 2009, le système de management de Carglass est mis en cause dans le documentaire de Jean-Robert Vialley intitulé La Mise à mort du travail.
Depuis 2010, Carglass s'investit dans une démarche de responsabilité sociétale des entreprises, en promouvant la réparation de pare-brise plutôt que son remplacement, en recyclant 100 % des pare-brise cassés et en électrifiant sa flotte de véhicules-ateliers. L'entreprise est certifiée ISO 9001, ISO 14001 et ISO 45001 et a obtenu le label Gold Ecovadis,.

## Actionnariat
Carglass appartient au groupe Belron, lui même détenu par les actionnaires suivants : D'Ieteren Group, Clayton, Dubilier & Rice, Hellman & Friedman, GIC et BlackRock et la direction, employés et famille fondatrice.